# Cyrestis nigriradiata
Cyrestis nigriradiata är en fjärilsart som beskrevs av Sugitani 1932. Cyrestis nigriradiata ingår i släktet Cyrestis och familjen praktfjärilar. Inga underarter finns listade i Catalogue of Life.